# Pyrinia subapicata
Pyrinia subapicata är en fjärilsart som beskrevs av Paul Dognin 1924. Pyrinia subapicata ingår i släktet Pyrinia och familjen mätare. Inga underarter finns listade.